# Spelartrupper i ishockey vid olympiska vinterspelen 1928
Detta är samtliga spelartrupper i ishockey vid olympiska vinterspelen 1928.

## Kanada
Charles Delahey 
 Frank Fisher
 Louis Hudson
 Norbert Mueller
 Herbert Plaxton
 Hugh Plaxton
 Roger Plaxton
 John Porter
 Frank Sullivan
 Joseph Sullivan
 Ross Taylor 
 David Trottier

## Sverige
Carl Abrahamsson
 Emil Bergman
 Birger Holmqvist
 Gustaf Johansson
 Henry Johansson
 Nils Johansson
 Ernst Karlberg
 Erik Larsson
 Bertil Linde
 Sigfrid Öberg
 Wilhelm Petersén
 Kurt Sucksdorff

## Schweiz
Giannin Andreossi
 Mezzi Andreossi
 Robert Breiter 
 Louis Dufour
 Charles Fasel
 Albert Geromini
 Fritz Kraatz
 Arnold Martignoni
 Heini Meng
 Anton Morosani
 Luzius Rüedi A
 Richard Torriani

## Storbritannien
Wilbert Brown
 Colin Carruthers
 Eric Carruthers
 Ross Cuthbert
 Bernard Fawcett
 Harold Greenwood
 Frederick Melland
 John Rogers
 Blaine Sexton
 William Speechly
 Victor Tait
 Cecil Wylde

## Österrike
Herbert Brück
 Walter Brück
 Jacques Dietrichstein
 Hans Ertl
 Josef Göbl
 Hans Kail
 Herbert Klang
 Ulrich Lederer
 Walter Sell
 Reginald Spevak
 Hans Tatzer
 Harry Weiß

## Frankrike
André Charlet
 Raoul Couvert
 Alfred de Rauch
 Albert Hassler
 Jacques Lacarrière
 Philippe Lefebure
 François Mautin
 Calixte Payot
 Philippe Payot
 Léonhard Quaglia
 George Robert
 Gérard Simond

## Tjeckoslovakien
Wolfgang Dorasil
 Karel Hromádka
 Jan Krásl
 Johann Lichnowski
 Josef Maleček
 Jan Peka
 Jaroslav Pušbauer
 Josef Šroubek
 Miroslav Steigenhöfer
 Jiří Tožička

## Belgien
André Bautier
 Roger Bureau
 Hector Chotteau
 Albert Collon
 François Franck
 William Hoorickx
 Willy Kreitz
 Jean Meens
 David Meyer
 Mark Pelzer
 Jan Van der Wouwer
 Jacques Van Reyschoot
 Pierre Van Reyschoot

## Polen
Tadeusz Adamowski 
 Aleksander Kowalski 
 Włodzimierz Krygier 
 Lucjan Kulej 
 Aleksander Słuczanowski
 Józef Stogowski 
 Karol Szenajch 
 Aleksander Tupalski 
 Kazinierz Żebrowski

## Tyskland
Gustav Jaenecke
 Wolfgang Kittel
 Franz Kreisel
 Fritz Rammelmayr
 Erich Römer
 Walter Sachs
 Hans Schmid
 Martin Schröttle
 Marquardt Slevogt
 Alfred Steinke

## Ungern
Miklós Barcza
 Frigyes Barna
 Tibor Heinrich von Omorovicza
 Péter Krempels
 István Krepuska
 Géza Lator
 Sándor Magyar
 Béla Ordódy
 József de Révay
 Béla Weiner